# Régiment de la garde Finliandski
Le régiment de la garde Finliandski ou régiment finlandais de la garde (en russe : Финляндский лейб-гвардии полк) fut créé le 12 décembre 1806 à Strelna.
C’est à la demande de la famille impériale et sous l’autorité personnelle du grand-duc Constantin Pavlovitch de Russie que fut créé un bataillon de la milice impériale. Cette unité militaire regroupait alors cinq compagnies d’infanterie et un peloton d’artilleurs. Les soldats du rang exerçaient la profession d’agriculteurs ou résidaient dans les villages appartenant à la famille impériale. Un grand nombre d’entre eux étaient d’origine finlandaise, natifs de Gatchina, d’Oranienbaum, de Krasnoïe Selo ou de Strelna. Le 10 décembre 1806, le major-général Andreï Andreïevitch Trochtchinski reçoit le commandement de ce bataillon.

## Historique

### Guerre napoléoniennes
Les batailles d’Ulm et d’Austerlitz décimèrent les armées prussiennes et autrichiennes. Ces États alliés de la Russie demandèrent en cette fin 1806 l’aide d’Alexandre Ier, mais l’Armée impériale de Russie, également affaiblie, était dans l’incapacité d’assurer non seulement la protection des monarchies alliées, mais également celle de ses propres frontières. Par l’oukaze du 30 août 1806, l’empereur informa son peuple d’un prochain conflit avec la France. Il fit part également dans ce manifeste de la nécessité absolue de former une milice issue du peuple pour disait-il, renforcer l’Armée impériale. Elle reçut le nom de Police temporaire ou Zemsk. Répondant à l’appel du tsar, ce régiment fut créé, le 12 décembre 1806, sous le commandement du grand-duc Constantin, en tant que bataillon de la milice impériale (en 1811 il devint le régiment finlandais de la garde).
Le bataillon de la milice impériale reçut son baptême du feu à la bataille de Guttstadt du 5 juin 1807 et rencontra de nouveau les Français à Heilsberg, et à Friedland. Le bataillon fit encore preuve d’un grand courage, le 14 juin de la même année, sous le commandement du colonel Trochtchinski, face aux chasseurs de la Grande Armée. 
En raison de ses faits d’armes, le bataillon fut admis dans la garde impériale sous le nom de bataillon de la milice de la garde impériale, le 3 janvier 1808. Le 20 avril 1808, Alexandre Ier le renomma en Bataillon finlandais de la garde. Le bataillon emménagea peu après dans sa caserne située sur l’île Vassilievski à Saint-Pétersbourg. Le 1er novembre 1811, il fut rebaptisé en régiment finlandais de la garde ou régiment de la garde Finliandski, sous commandement du général Maxime Konstantinovitch Kryjanovski (1777-1839). Ce dernier réorganisa le régiment, le divisa en trois bataillons composés chacun d’une compagnie de grenadiers, de trois compagnies de chasseurs et d’une demi-compagnie d’artilleurs. Sous le commandement de ce général, le régiment de la garde Finliandski participa à la guerre patriotique de 1812.
Le 7 septembre 1812, à Borodino, il reçut l’ordre de prendre position à Semionovskoï, à l’aile gauche de l’Armée impériale. Sous une pluie de mitrailles et de boulets, les fantassins se dirigèrent vers le ravin Semeniovski où il fut attaqué par la cavalerie française, puis les grenadiers et les chasseurs du régiment combattirent les Westphaliens, à la baïonnette. Dans l’action, le général Kryjanovski fut blessé à l’épaule. Le régiment s’illustra une nouvelle fois par sa bravoure du 15 novembre au 18 novembre 1812, sous les ordres du général Bistrom, près du village de Krasnoï. Les chasseurs du régiment vainquirent les troupes françaises, et capturèrent un grand nombre de prisonniers, en s’emparant de neuf canons, de deux bannières et du bâton de maréchal de Davout. En cette année 1812, seul ce régiment possédait un grand nombre de soldats décorés de l’ordre de Saint-Georges.
Le régiment de la garde Finliandski s’illustra au cours de la campagne d’Allemagne, il fut engagé dans les batailles de Lützen, Bautzen et Dresde. Entre le 16 octobre et le 19 octobre 1813, les fantassins de ce régiment furent engagés dans une lutte acharnée pour la prise du petit village saxon de Goss situé près de la ville de Leipzig. Dans l’action, une partie du 3e bataillon fut isolé des autres unités et acculé à un mur par les troupes françaises. Le grenadier Leonti Korennoï et d’autres fantassins portèrent secours aux officiers blessés, et couvrirent leur retraite ensemble. Au bout de quelques minutes, le grenadier se trouva seul face aux soldats français. Il engagea un combat inégal avec l’ennemi n’écoutant que son courage, armé de sa baïonnette et de son fusil. Au bout d’un court instant, le grenadier fut assailli par les soldats français, percé de dix-huit coups de baïonnette, et tomba. Admiratifs devant un tel courage, les Français lui apportèrent tous les soins nécessaires à sa guérison puis le libérèrent. Le régiment se vit décerner pour ses faits de guerre à la bataille de Leipzig de 1826 l’ordre de Saint-Georges.
Le 9 décembre 1813, le grand-duc Constantin Pavlovitch fut nommé chef du régiment de la garde Finliandski.

### Au cours duXIXesiècle
Le 24 octobre 1817, le 1er bataillon du régiment de la garde Finliandski forma avec d’autres unités polonaises le régiment de la garde Volynski.
Le régiment de la garde Finliandski fut la première unité militaire de la garde à prêter serment de fidélité au nouvel empereur Nicolas Ier, le 14 décembre 1825. Au cours de cette fameuse journée d’insurrection des Décabristes, ils assurèrent la protection du Palais d'Hiver et de la famille impériale.
En 1828, les 1er et 2e bataillons du régiment furent engagés dans le conflit qui opposa la Russie à l’Empire ottoman. Ces deux bataillons prirent part à la prise de la ville de Varna tenue par Omar Pacha. Lors de la révolte des Polonais en novembre 1830, les 1er et 3e bataillons furent mobilisés et s’illustrèrent à la prise de Varsovie.

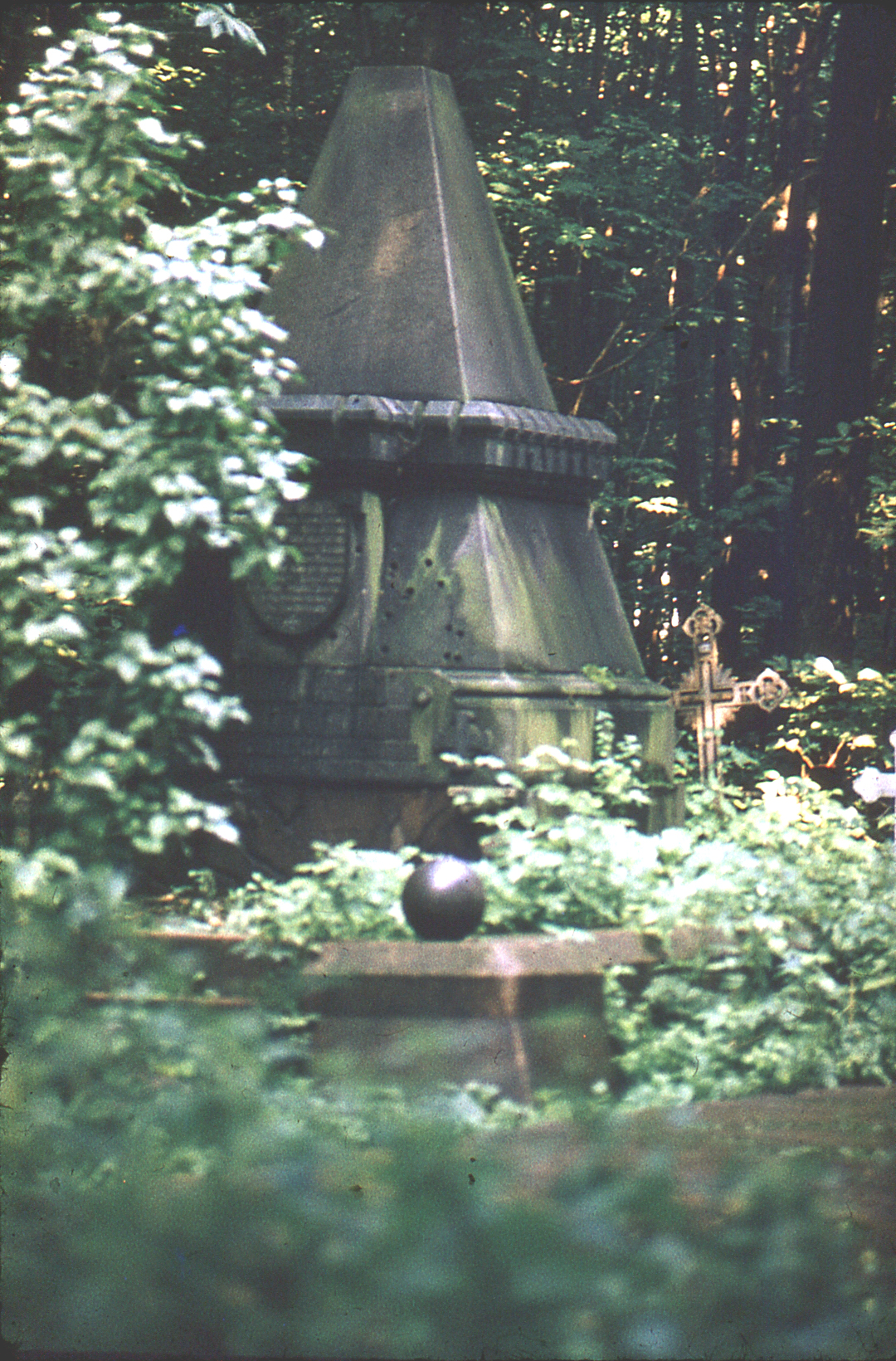
Au cimetière ND de Smolensk, tombe des victimes de l’attentat perpétré au Palais d'Hiver le 17 février 1880

Après la mort du grand-duc Constantin Pavlovitch le 27 juin 1831, Nicolas Ier nomma son fils, le grand-duc Constantin Nikolaïevitch, chef du régiment finlandais de la garde. Un quatrième bataillon de réserve fut créé en 1842. Lors des événements de Hongrie en 1848, le bataillon de réserve resta caserné à Saint-Pétersbourg, mais les trois bataillons actifs reçurent l’ordre de se diriger vers la Hongrie, sans toutefois prendre aucune part à la répression. Le 4e bataillon de réserve fut dissous en 1850. En 1853, la Russie entra en conflit avec les puissances alliées (Empire ottoman, l’Empire français, le Royaume-Uni et le Sardaigne, et le 4e bataillon de réserve fut alors reconstitué, en septembre de la même année. Le régiment finlandais de la garde regroupait donc six bataillons. En septembre 1854, les 1er, 2e et 3e bataillons furent déployés à Vilna où ils demeurèrent pendant toute la durée du conflit en Crimée. Ils avaient pour mission d’assurer la protection de la Russie sur ses frontières du nord-ouest. Une compagnie de fusiliers fut incorporée dans chaque bataillon en septembre 1855, à cette même date, chacun des bataillons du régiment de la garde regroupait cinq compagnies.
Lors de l’insurrection polonaise de 1861-1864, deux bataillons du Régiment furent déployés dans le district militaire de Vilna. Ils prirent part à des opérations de répression contre les Polonais en révolte.
En 1873, une nouvelle réorganisation fut effectuée au sein du régiment de la garde Finliandski, quatre bataillons furent formés, regroupant chacun quatre compagnies.

### Guerre russo-turque de 1877
En 1877, lors de la déclaration de guerre de la Russie à l’Empire ottoman, les quatre bataillons du Régiment furent mobilisés. Le général Lavrov (1838-1877), commandant du régiment, arriva à Iași, le 24 septembre 1877. Dès son arrivée dans cette ville aujourd’hui roumaine, les difficultés commencèrent pour le commandant et son régiment. La voie ferrée étant impraticable, les fantassins franchirent à pied 965 kilomètres de Iași à Gorni Dubnik, dans l’urgence de rejoindre les postes, en 42 jours. Le voyage fut extrêmement pénible dans ce relief montagneux: ils subissaient les changements climatiques, au froid succédaient les vagues de chaleur et les fortes pluies. Afin d’encourager ses troupes et de montrer l’exemple, le général Lavrov s’était placé en tête de son régiment.Les fantassins de l’unité attaquèrent la redoute tenue par les troupes d’Ahmed Hivzi le 24 octobre 1877, sur les hauteurs entourant la ville de Plevna. Le général Lavrov fut chargé de mener ses troupes à l’assaut qui progressèrent en terrain découvert sous le feu de l’ennemi. Cet affrontement fut terrible. Après plusieurs attaques infructueuses, il mena un nouvel assaut, toujours à la tête de ses troupes, mais il fut mortellement blessé par deux balles ennemies. Le régiment déplora aussi un grand nombre de tués au cours de ces combats. Son manteau maculé de sang fut conservé et exposé dans le musée du régiment finlandais de la garde. Le 17 janvier 1878, les troupes du régiment finlandais de la garde démontrèrent une nouvelle fois leur bravoure au combat, à la prise de Plovdiv (Phillipopolis). Il parvint avec deux autres régiments de l’Armée impériale à chasser les troupes ottomanes de cette ville. En récompense, ils portèrent désormais sur leur shakos l’inscription suivante : Pour Phillopopolis, 5 janvier 1878.

### Révolutionnaires et révolutions
C’est le 17 février 1880, que le groupe révolutionnaire Narodnaïa Volia plaça une charge d’explosif dans les sous-sol du Palais d’Hiver, au-dessous de la salle à manger. Alexandre II en retard par rapport au service échappa à l’attentat. Des soldats du régiment de la garde Finliandski étaient, ce jour-là, de garde au palais, et l’on dénombra parmi eux dix tués et vingt-quatre blessés. Les soldats tués furent inhumés au cimetière Notre-Dame de Smolensk de Saint-Pétersbourg.
Le grand-duc Constantin Nikolaïevitch mourut le 13 janvier 1892, et Nicolas II nomma son fils Alexis chef du régiment, le 12 août 1904.
Au cours de la révolution russe de 1905, les hommes du régiment finlandais de la garde barrèrent la route aux révolutionnaires, empêchant le déferlement des révoltés dans le centre de la capitale impériale, en outre, ils protégèrent la manufacture d’armes.
Le régiment prit aussi d’assaut la forteresse Constantin de Cronstadt (sur l’île de Kotline) en juillet 1906, dans laquelle des marins mutinés s’étaient retranchés.
Du 20 décembre au 24 décembre 1906, le régiment célébra son centenaire et à cette occasion un monument fut érigé à la gloire du héros Leonti Korennoï et du régiment.

### Première Guerre mondiale
Les quatre bataillons furent mobilisés à la déclaration de la Première Guerre mondiale. Le 8 septembre 1914, ils prirent part aux combats près du village de Tarnavka en Galicie, où ils capturèrent les premiers soldats allemands. Du 22 octobre au 24 octobre 1914, ils s’illustrèrent lors des terribles engagements qui se déroulèrent dans la forêt Kozenitskikh. Le 30 octobre, au terme de cette effroyable lutte les bataillons victorieux poursuivirent les soldats de l’Armée impériale d’Allemagne.
Les quatre bataillons furent engagés ensuite pendant les premiers mois de 1915 dans les sanglants combats de la région de Łomża (située dans la voïvodie de Podlachie). Le 15 juillet 1915, ils s’illustrèrent à la bataille de Krasnystaw (voïvodie de Lublin).
En 1916, afin de soulager les Français à Verdun, le régiment de la garde Finliandski fut engagé dans l’offensive Broussilov. Entre le 24 juillet et le 8 août 1916, l’offensive russe fut stoppée par l’armée austro-allemande. Conjointement avec les troupes de l’Armée impériale russe, les quatre bataillons furent engagés pour briser les solides positions austro-allemandes sur la rivière Stokhod et prendre la ville ukrainienne de Kovel, mais ils échouèrent dans leur tentative.Ils perdirent dans les marais de Pinsk un tiers des hommes et entre le 7 août et le 10 août 1916 au cours du second affrontement de Kovel, cette unité de la garde déplora la mort de tous ses officiers.
Du 1er juillet au 16 juillet 1917, le régiment fut engagé dans l’offensive Kerensky.
Le régiment de la garde Finliandski fut dissous le 13 mai 1918.
En 1919, vingt-sept officiers de cette Unité de la garde restés fidèles à Nicolas II rejoignirent la 2e Brigade d’infanterie du Don, et redonnèrent vie au régiment et à sa bannière.

## Récompenses et honneurs militaires

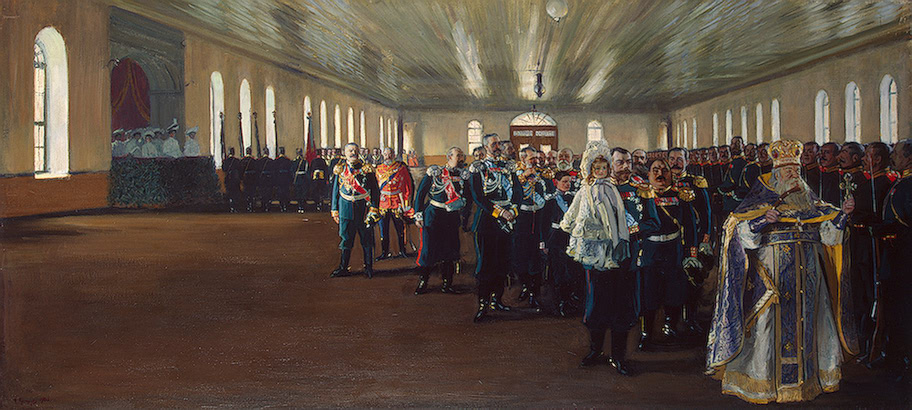
Procession dans l’église du régiment finlandais de la garde (1906), au premier plan Nicolas II tient dans les bras le petit tsarévitch Alexis, œuvre du peintre russe Boris Mikhaïlovitch Koustodiev

- Le 5 janvier 1814, le drapeau de Saint-Georges fut attribué au régiment de la garde Finliandski avec l’inscription En récompense de la défaite et l’expulsion de l’ennemi hors de la Russie en 1812 et 1806-1906.
- Pour le 100e anniversaire de la création du régiment, Nicolas II de Russie remit le ruban bleu de l’ordre de Saint-André au régiment ;
- Le 6 mai 1814, le régiment reçut une nouvelle distinction En récompense de sa bravoure et de son courage démontré au cours de la bataille de Leipzig le 4 octobre 1813.
- L’inscription sur le chapeau ou le shako : Pour Filippoli le 5 janvier 1878, décerné le 11 mai 1878[16].

En 1912, à Borodino, fut érigé un monument dédié au régiment de la garde Finliandski avec l’inscription Bravoure, gloire, honneur et mémoire
Dédiée au régiment de la garde Finliandski, l’église Saint Spiridon. fut construite à Saint-Pétersbourg pour le centième anniversaire de la création du régiment de la garde Finliandski. Les travaux dirigés par l’architecte russe S.P. Kondratiev débutèrent en 1903 et prirent fin en 1904. Fermée après la chute de l’Empire russe, elle fut rendue au clergé en 1990. De nos jours cet édifice religieux porte le nom de Sainte-Catherine.

## Particularisme régimentaire

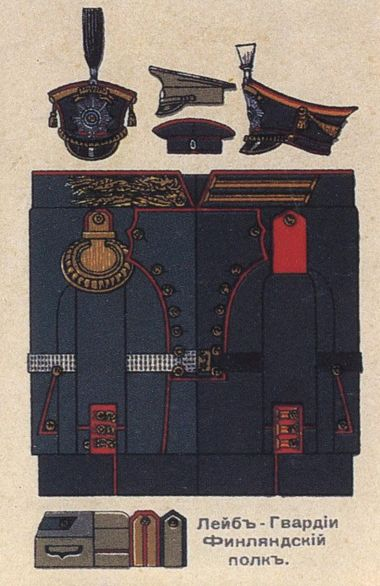
Uniforme du Régiment de la garde Finliandski en 1910

Particularité physique : Les hommes en service au régiment de la garde Finliandski était de taille élancée.

## Casernement
Pendant la saison hivernale, le régiment finlandais de la garde était logé dans la caserne située sur l’île Vassilievski à Saint-Pétersbourg. Cette caserne fut construite au début du XVIIIe siècle et partiellement reconstruite en 1814-1816 par l’architecte italien Luigi Rusca (1762-1822).
L’été, cette unité de la garde était cantonnée à Krasnoïe Selo, municipalité du district de Krasnoïe Selo de la région de Saint-Pétersbourg.

## Description de l’insigne régimentaire
L’insigne régimentaire du régiment de la garde Finliandski représente une croix de bronze et d’or. Sur chacune des quatre branches est inscrit Pour la Foi, le Tsar, et la Patrie. En son centre, l’aigle bicéphale coiffé de la couronne impériale de Russie et tenant dans ses serres deux flèches. Pour les rangs subalternes l’insigne était composé de bronze, pour les officiers de bronze et d’argent.

## Description des différentes bannières régimentaires
Selon les années, les bannières du régiment de la garde Finliandski différèrent sur les couleurs et la représentation de l’aigle bicéphale.
En 1813, l’une représentait une croix de saint Georges blanche avec, en son centre, un médaillon de couleur orangée entourée de laurier doré et surmonté de la couronne impériale, sur sa partie basse et sur les quatre coins du drapeau, le ruban bleu de l’ordre de Saint-André. Au centre du médaillon, l’aigle bicéphale noir, coiffé sur chacune de ses têtes de la couronne impériale de Russie, une aile déployée vers le haut, l’autre vers le bas. L’autre bannière se composait d’une croix de saint Georges jaune dont les angles étaient de couleur verte. Sur chaque côté du drapeau cette inscription : En récompense de la défaite et l’expulsion de l’ennemi hors de la Russie en 1812.
Le 5 janvier 1814, cette unité militaire et d’autres régiments de la garde impériale se virent attribuer de nouvelles bannières à l’ordre de Saint-Georges. Elles représentaient toutes une croix jaune, pour le régiment de la garde Finliandski outre la croix jaune, elle se différenciait par les quatre coins de la croix de couleur verte et noire. En son milieu, un médaillon orangé entouré de laurier doré et surmonté de la couronne impériale de Russie. Au centre du médaillon, un aigle bicéphale dessiné différemment. Cet emblème de la Russie impériale était de couleur noire, les ailes baissées, une seule couronne ceint les deux têtes, sur sa poitrine le blason de la ville de Moscou représentant saint Georges terrassant le dragon, emprisonnées dans ses serres une couronne, une torche, la foudre et l’éclair. Le ruban de Saint-Georges était disposé au bas de la couronne de laurier et aux quatre coins de la bannière. Sur chaque côté du drapeau cette inscription : En récompense de la défaite et l’expulsion de l’ennemi hors de la Russie 1812.
Le 23 mai 1832, le 4e bataillon du régiment reçut une bannière représentant une croix de saint Georges de couleur jaune, les quatre angles de la croix de couleur verte et jaune. Sur la bannière fut inscrit : En récompense de la défaite et l’expulsion de l’ennemi hors de la Russie 1812.
En 1875, le 4e Bataillon du régiment de la garde Finliandski se vit décerner une bannière représentant la croix de saint Georges de couleur jaune, ses quatre coins de couleur verte et noire.
Après la révolution de 1917, le lieutenant-général Iakov Slaschov, officier dans l’Armée blanche, s’empara du drapeau à bord du brise-glace Ilia Mouromets ancré à Constantinople.

## Chefs du régiment de la garde Finliandski

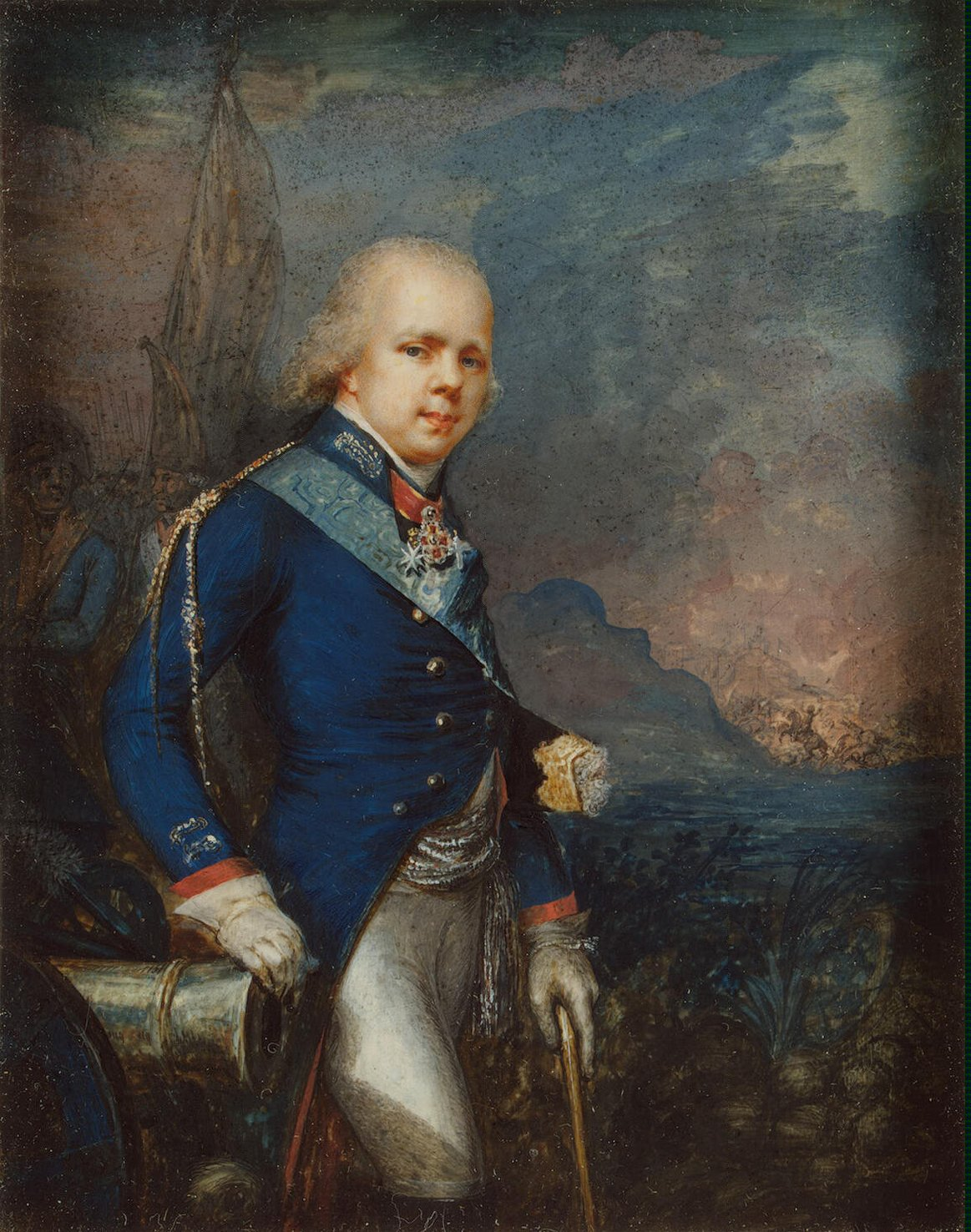
Le grand-duc Constantin Pavlovitch de Russie en 1797

- 9 décembre 1813-27 juin 1831 : tsarévitch et grand-duc Constantin Nikolaïevitch de Russie ;
- 27 juin 1831-30 janvier 1892 : grand-duc Constantin Nikolaïevitch de Russie ;
- 11 juillet 1904-16 juillet 1917 : tsarévitch Alexis Nikolaïevitch de Russie.

## Commandants du bataillon de la milice impériale

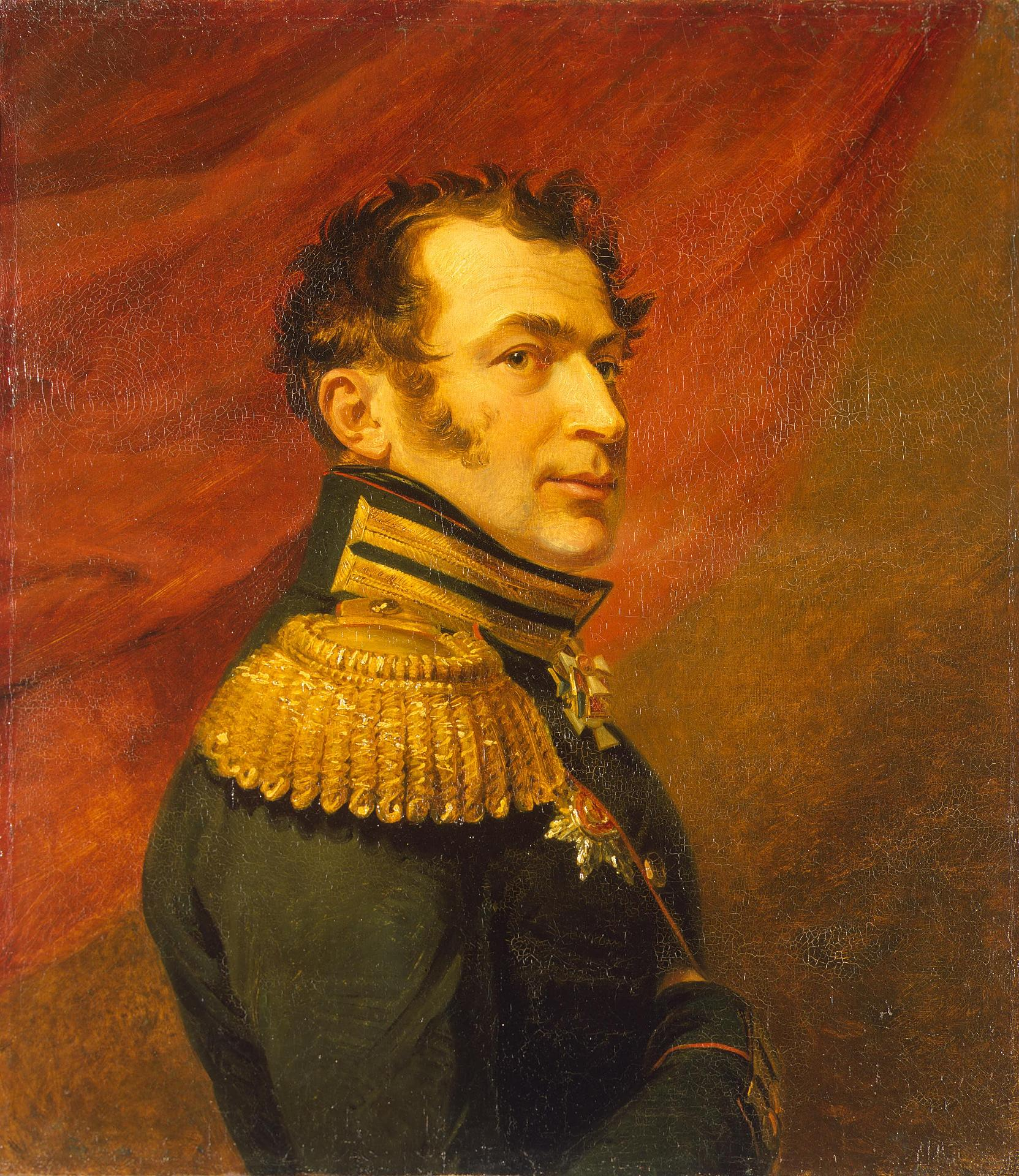
Le lieutenant-général Vassili Nikanorovitch Chenchine

- 10 décembre 1806-12 décembre 1807 : major-général Andreï Andreïevitch Trochtchinski ;
- 13 décembre 1807-19 octobre 1811 : colonel Maxime Konstantinovitch Kryjanovski (1777-1839), inhumé en la forteresse Pierre-et- Paul à Saint-Pétersbourg dans l’uniforme du régiment de la garde Finliandski dans lequel furent cousus les balles et les fragments du boulet ennemis[23] ;

## Commandants du régiment de la garde Finliandski
- 19 octobre 1811-6 juillet 1815 : lieutenant-général Maxime Konstantinovitch Kryjanovski ;
- 6 juillet 1815-29 mai 1821 : lieutenant-général Burchard Adam von Richter (Boris Khristoforovitch Rikter), (1782-1832) ;
- 29 mai 1821-14 mars 1825 : lieutenant-général puis adjudant-général Vassili Nikanorovitch Chenchine (1784-1831) ;
- 14 mars 1825-12 décembre 1829 : major-général Nikolaï Fadeevitch Voropanov ;
- 20 janvier 1830-25 juillet 1833 : major-général Pavel Sergueïevitch Bernikov ;
- 25 juillet 1833-6 mars 1839 : général Mikhaïl Alexandrovitch Ofrosimov : (1797-1868), gouverneur général militaire de Moscou ;
- 6 mars 1839-6 janvier 1846 : major-général Alexandre Sergueïevitch Viatkine ;
- 6 janvier 1846-6 mars 1853 : major-général Sergueï Sergueïevitch Krylov ;
- 16 avril 1853-mai 1853 : major-général Nikolaï Ivanovitch Miasoedov ;
- 17 avril 1853-9 juin 1856 : major-général et comte Ferdinand Rehbinder ;
- 9 juin 1856-7 juillet 1863 : major-général Ivan Stepanovitch Ganetski (1810-1887) ;
- 7 juillet 1863-16 avril 1872 : major-général Nikolaï Mikhaïlovitch Chebachev ;
- 16 avril 1872-24 septembre 1876 : major-général et prince Grigori Sergueïevitch Golitsyne (1838-1907) ;
- 24 septembre 1876-12 octobre 1877 : major-général Vassili Nikolaïevitch Lavrov (1837-1877), héros de la guerre russo-turque de 1877-1878, mortellement blessé au cours de ce conflit ;
- 18 octobre 1877-16 juillet 1878 : colonel Georgi Ivanovitch Schmidt ;
- 18 juillet 1878-7 mai 1891 : major-général Jérémie Tenner ;
- 7 mai 1891-14 août 1895 : major-général Evgeni Mikhaïlovitch Bibikov (1840-1900) ;
- 14 août 1895-6 septembre 1899 : major-général Nikolaï Fiodorovitch Mechetitch ;
- 6 septembre 1899-23 janvier 1904 : major-général Konstantin Adrianovitch Roudanovski ;
- 23 janvier 1904-15 juin 1907 : major-général Pavel Mitrofanovitch Samgine ;
- 15 juin 1907-13 avril 1913 : major-général Vladimir Apollonovitch Kozlov ;
- 13 avril 1913-15 mars 1915 : major-général Vladimir Vladimirovitch Teplov ;
- 15 mars 1915-1er juin 1917 : major-général et baron Paul Klodt von Yurgensburg (1867-1938), servit dans les Forces armées du Sud de la Russie, exilé, il fut président de l’association du régiment de la garde Finliandski ;
- 1er juin 1917-2 décembre 1917 : colonel Alexandre Nikolaïevitch Möller[24].

## Personnalités célèbres ayant servi dans le régiment

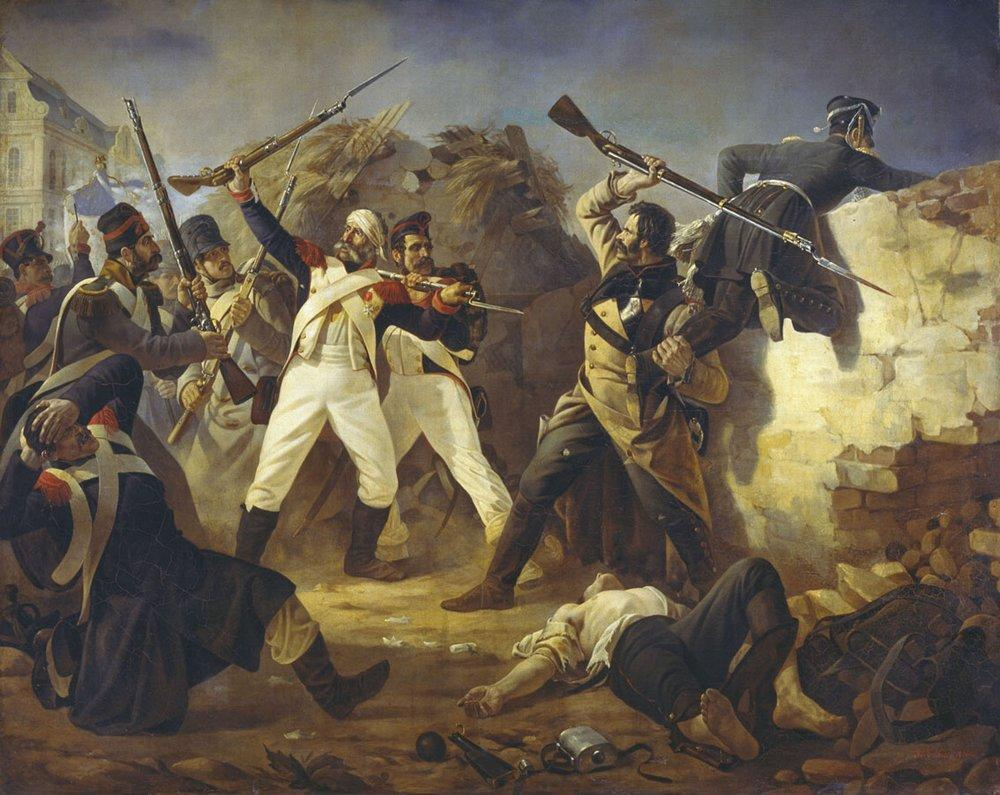
L’acte héroïque du grenadier Leonti Korennoï du régiment finlandais de la garde à la bataille de Leipzig 16 octobre-19 octobre 1813, œuvre du peintre russe Polidor Ivanovitch Babaïev (1813) Musée d’État russe - Saint-Pétersbourg

- Karl Alexandrovitch Bellegarde : (1807-1868), lieutenant-général, il s’illustra dans la guerre russo-turque de 1828-1829, la guerre du Caucase et la guerre de Crimée. Il servit dans le régiment finlandais de la garde de 1826 à 1841 ;
- Alexandre Karlovitch Dometti : (1793-1877), général d’infanterie, il fut engagé dans la guerre patriotique de 1812, la guerre russo-turque de 1828-1829, il servit dans cette unité de la garde de 1822 à 1825. Commandant du 18e régiment de Chasseurs de 1825 à 1828 ;
- Alexandre Vassilievitch Droujinine (1824-1864), écrivain et critique littéraire ;
- Vladimir Nikolaïevitch Egoriev : (1869-1948) officier dans l’Armée impériale de Russie puis dans l’Armée rouge. il participa à la Première Guerre mondiale puis à la guerre civile russe. Il servit au régiment finlandais de la garde de 1902 à 1903. Commandant du 12e régiment de Grenadiers d’Astrakhan (1914), commandant du 5e régiment de Grenadiers de Kiev ;
- Edouard Vikentievitch Jirjinski : (1834-1892), lieutenant-général, il prit part à la guerre russo-turque de 1877-1878, Il servit dans cette unité militaire de la Garde de 1854 à 1858. Commandant du 34e régiment d’infanterie Sveski de 1871 à 1878 ;
- Leonti Korennoï : (dit Oncle Korennoï), il fut un héros de Borodino et de Leipzig. Il servit tout d’abord dans le bataillon de la milice impériale (1808) (plus tard régiment finlandais de la garde). Après son comportement héroïque à la bataille de Leipzig, ses camarades composèrent un chant à sa gloire ;
- Alexandre Karlovitch von Gervais (ru) (1779-1858), colonel du 3e bataillon, commandant du régiment en Leipzig 1813, après blessure de Kryjanovski. Sauvé par L. Korennoï;
- Mikhaïl Fotievitch Mitkov (1791-1849), colonel, Décembriste, météorologue. Il entra au régiment finlandais de la garde en 1806. Membre du complot décembriste du 14 décembre 1825, il fut arrêté, détenu à la forteresse Pierre-et-Paul, jugé et condamné à mort. Nicolas Ier commua sa peine à 15 ans de travaux forcés, il fut exilé en Sibérie ;
- Andreï Evguenievitch von Rosen : (1799-1884), baron, décembriste, condamné pour son implication dans le complot du 14 décembre 1825, aux travaux forcés et exilé à Tchita puis dans la ville de Kourgan de la province de Tobolsk ;
- Platon Ivanovitch Rokassovski : (?-1869), baron, général, homme d’État, il prit part à la guerre russo-turque de 1828-1829, la guerre du Caucase. Gouverneur général de Finlande, il servit dans cette unité de la garde en 1863 ;
- Mir-Ibrahim Khan Talychinski : (1828-1894), major-général de cavalerie, il fut engagé dans la guerre du Caucase, il servit au régiment finlandais de la garde de 1852 à 1854. Commandant de la cavalerie de Bakou de 1877 à 1879 ;
- Nikolaï Romanovitch Tsebrikov : (1800-1862), décembriste, condamné à l’emprisonnement, il fut détenu à la forteresse d’Oust-Kamenogorsk puis fut transféré à la garnison d’Orenbourg, en service dans cette unité de la garde en 1818.

## Association du régiment de la garde Finliandski
Le régiment de la garde Finliandski continua de vivre sous le nom d'Association du régiment Finliandski. Créée par d’anciens officiers exilés, en 1932 on dénombrait 74 membres, en 1951, 32 personnes la composait.

## Pertes lors de la Première Guerre mondiale et de la guerre civile russe
- 53 officiers furent tués sur le Front de l’Est au cours de la Première Guerre mondiale.
- 17 officiers furent tués ou succombèrent des suites de leurs blessures au cours de la guerre civile russe.
- 19 officiers furent assassinés pendant la période de la Terreur rouge[26].

### Source
- Garde Russe. 1700-1918. A.M. Valkovitch, A.P. Kapitonov. Chronographe nouveaux éditeurs. M. 2005.  (ISBN 5-94881-035-6)